# Curso completo de esperanto
Curso completo de esperanto foi publicado em 1934 e 1935 em fascículos quinzenais pelo Portugala Instituto de Esperanto. Em 1936 é lançada a revista Portugala Esperantisto.